# Kommunal- og regionsrådsvalg 2017
Kommunal- og regionsrådsvalget 2017 blev afholdt tirsdag den 21. november 2017, hvor det blev afgjort, hvem der skulle lede Danmarks 98 kommuner og fem regioner i perioden 1. januar 2018 til 31. december 2021. 2.432 politikere skulle vælges til kommunalbestyrelserne og 205 til regionsrådene.

## Valgret
Personer, som var fyldt 18 år på valgdagen og ikke var umyndiggjorte, og som boede i kommunen/regionen havde valgret. Derudover skulle de opfylde mindst ét af følgende kriterier:
- være statsborgere i Danmark, et andet EU-land, Island eller Norge, eller
- uden afbrydelse have haft fast bopæl i det danske rige i de sidste 3 år forud for valgdagen.

Ved afstemningen i Trekronerskolen i Roskilde var der en uregelmæssighed: 
Det senere folketingsmedlem Samira Nawas mand blev forhindret i at stemme.
De valgtilforordnede fandt at vedkommendes valgkort var registreret.
Valgkortet var ikke at finde og de valgtilforordnede hævdede at der var tale om en systemfejl.
Han valgte at klage til Indenrigsministeriet.

## Resultater

### Regionsvalg
Stemmeprocenten var 70,6 % i gennemsnit for hele landet.

#### Antal af medlemmer og politiske partier i regionsrådene
| Parti                           | Mandater | Ændring |
| ------------------------------- | -------- | ------- |
| Socialdemokraterne (A)          | 70       | 3       |
| Venstre (V)                     | 54       | 8       |
| Dansk Folkeparti (O)            | 21       | 2       |
| Det Konservative Folkeparti (C) | 15       | 0       |
| Socialistisk Folkeparti (F)     | 14       | 4       |
| Enhedslisten (Ø)                | 13       | 2       |
| Det Radikale Venstre (B)        | 8        | 0       |
| Liberal Alliance (I)            | 5        | 0       |
| Alternativet (Alternativet) (Å) | 3        | Nyt     |
| Kristendemokraterne (K)         | 1        | 1       |
| Psykiatri-Listen (P)            | 1        | Nyt     |
| Total                           | 205      |         |

#### Regionsrådsformænd
| Regionsrådsformænd før og efter valget |                             |                             |                                |                                |
| Region                                 | Afgående regionsrådsformand | Afgående regionsrådsformand | Tiltrædende regionsrådsformand | Tiltrædende regionsrådsformand |
| Region Nordjylland                     | Ulla Astman                 |                             |                                | Ulla Astman                    |
| Region Midtjylland                     | Bent Hansen                 |                             |                                | Anders Kühnau                  |
| Region Syddanmark                      | Stephanie Lose              |                             |                                | Stephanie Lose                 |
| Region Sjælland                        | Jens Stenbæk                |                             |                                | Heino Knudsen                  |
| Region Hovedstaden                     | Sophie Hæstorp Andersen     |                             |                                | Sophie Hæstorp Andersen        |

### Kommunalvalg

#### Landsresultat
Stemmeprocenten var 70,8 % i gennemsnit for hele landet.
| Sum af alle 98 kommunalvalg |                             |             |               |          |          |           |           |
| Parti                       | Parti                       | Stemmeandel | Stemmeandel   | Mandater | Mandater | Kommuner  | Kommuner  |
| Parti                       | Parti                       | Procent     | Ændring       | Antal    | Ændring  | Opstillet | Valgt ind |
|                             | Socialdemokratiet           | 32,42 %     | +2,91 %       | 842      | 69       | 98        | 98        |
|                             | Venstre                     | 23,10 %     | -3,52 %       | 688      | 79       | 98        | 96        |
|                             | Det Konservative Folkeparti | 8,79 %      | +0,24 %       | 225      | 20       | 98        | 79        |
|                             | Dansk Folkeparti            | 8,74 %      | -1,38 %       | 223      | 32       | 98        | 91        |
|                             | Enhedslisten                | 5,95 %      | -0,99 %       | 102      | 17       | 87        | 69        |
|                             | SF                          | 5,72 %      | +0,09 %       | 126      | 10       | 96        | 78        |
|                             | Det Radikale Venstre        | 4,62 %      | -0,24 %       | 80       | 18       | 91        | 55        |
|                             | Alternativet                | 2,94 %      | Nyt           | 20       | 20       | 83        | 15        |
|                             | Liberal Alliance            | 2,59 %      | -0,29 %       | 28       | 5        | 93        | 25        |
|                             | Nye Borgerlige              | 0,92 %      | Nyt           | 1        | 1        | 61        | 1         |
|                             | Kristendemokraterne         | 0,55 %      | +0,08 %       | 9        | 3        | 39        | 4         |
|                             | Slesvigsk Parti             | 0,31 %      | +0,03 %       | 10       | 1        | 4         | 4         |
|                             | Andre                       | 3,36 %      | -0,80 %       | 78       | 21       | 79        | 34        |
| Total                       | Total                       | 100,00 %    | (+0,05) % [a] | 2432     | 12 [b]   |           |           |

[a]: At totalen ikke bliver eksakt nul, skyldes afrundede procentsatser i artiklen Kommunal- og regionsrådsvalg 2013.

[b]: Antallet af byrådsmedlemmer er reduceret med 12 fra 2013 til 2017.
| Lokalliste                         | Kommune           | Stemmeandel    | Stemmeandel | Mandater | Mandater |
| Lokalliste                         | Kommune           | Procent        | Ændring     | Antal    | Ændring  |
| ---------------------------------- | ----------------- | -------------- | ----------- | -------- | -------- |
| Blovstrød Listen                   | Allerød           | 4,7 %          | -0,2 %      | 1        | 0        |
| Det Nye Allerød                    | Allerød           | ikke opstillet | -9,1 %      | 0        | 2        |
| Vores Allerød                      | Allerød           | 5,4 %          | +5,4 %      | 1        | 1        |
| Borgerlisten                       | Billund           | 6,0 %          | +1,2 %      | 2        | 1        |
| Bornholmerlisten                   | Bornholm          | 5,8 %          | -1,0 %      | 1        | 0        |
| Borgerlisten                       | Brønderslev       | 6,6 %          | +0,3 %      | 2        | 0        |
| Tværpolitisk Forening              | Dragør            | 26,6 %         | +4,2 %      | 4        | 1        |
| Borgerlisten                       | Esbjerg           | 4,9 %          | +4,9 %      | 1        | 1        |
| Fanø Lokalliste                    | Fanø              | 16,7 %         | +1,8 %      | 2        | 1        |
| Miljølisten                        | Fanø              | 5,4 %          | -6,4 %      | 1        | 1        |
| Borgerlisten                       | Faxe              | 8,8 %          | +8,8 %      | 2        | 2        |
| Borgernes Stemme                   | Fredensborg       | 3,0 %          | -0,3 %      | 0        | 1        |
| Borgernes Liste Frederikssund      | Frederikssund     | 2,8 %          | -2,6 %      | 0        | 1        |
| nytgribskov                        | Gribskov          | 21,4 %         | +6,9 %      | 6        | 2        |
| Guldborgsundlisten                 | Guldborgsund      | 33,1 %         | +15,0 %     | 11       | 5        |
| Lokaldemokraterne                  | Helsingør         | 4,3 %          | -2,2 %      | 1        | 0        |
| Lokallisten                        | Hjørring          | 6,0 %          | -1,8 %      | 2        | 0        |
| Lokallisten - hele Holbæk kommune  | Holbæk            | 7,8 %          | +7,8 %      | 3        | 3        |
| Hvidovrelisten                     | Hvidovre          | 9,8 %          | -1,8 %      | 2        | 1        |
| Lokallisten Høje-Taastrup          | Høje-Taastrup     | 3,3 %          | +3,3 %      | 1        | 1        |
| Fælleslisten Ikast-Brande          | Ikast-Brande      | 8,4 %          | +8,4 %      | 2        | 3        |
| Dit Jammerbugt - Din Borgerliste   | Jammerbugt        | 3,2 %          | -0,1 %      | 1        | 0        |
| Borgerlisten                       | Kerteminde        | 6,4 %          | -14,6 %     | 1        | 5        |
| Din Stemme                         | Lolland           | 7,8 %          | +7,8 %      | 2        | 2        |
| Lokallisten Lolland                | Lolland           | 9,7 %          | +4,3 %      | 2        | 1        |
| Læsø Listen                        | Læsø              | 19,2 %         | -5,7 %      | 2        | 0        |
| Demokratisk Balance                | Morsø             | 5,8 %          | -14,3 %     | 1        | 3        |
| Borgerlisten Norddjurs             | Norddjurs         | 3,0 %          | -5,0 %      | 0        | 2        |
| Odsherred Listen                   | Odsherred         | 3,6 %          | -3,2 %      | 1        | 1        |
| Beboerlisten                       | Randers           | 5,0 %          | -4,4 %      | 1        | 2        |
| Velfærdslisten                     | Randers           | 4,0 %          | +0,1 %      | 1        | 0        |
| Den Sociale Fællesliste - Rebild   | Rebild            | 15,7 %         | +3,8 %      | 4        | 1        |
| Oplandslisten                      | Rebild            | 1,8 %          | -6,8 %      | 0        | 2        |
| Fjordlisten                        | Ringkøbing-Skjern | 3,2 %          | -0,5 %      | 1        | 0        |
| Lokallisten                        | Rudersdal         | 11,6 %         | -6,5 %      | 3        | 1        |
| Fælleslisten Samsø                 | Samsø             | 6,1 %          | -6,1 %      | 0        | 1        |
| Skive-Listen                       | Skive             | 8,8 %          | +8,8 %      | 2        | 1        |
| Grundejerne                        | Solrød            | 3,7 %          | -5,7 %      | 1        | 1        |
| Havdruplisten                      | Solrød            | 6,9 %          | -1,5 %      | 1        | 0        |
| Nyt Stevns                         | Stevns            | 12,4 %         | +12,4 %     | 2        | 2        |
| Stevnslisten                       | Stevns            | Ikke opstillet | -4,5 %      | 0        | 1        |
| Svendborg Lokalliste               | Svendborg         | 1,3 %          | -1,4 %      | 0        | 1        |
| Tværsocialistisk Liste i Svendborg | Svendborg         | 2,6 %          | -0,9 %      | 0        | 1        |
| Fælleslisten                       | Sønderborg        | 3,3 %          | -3,6 %      | 1        | 1        |
| Borgerlisten                       | Tønder            | 4,4 %          | +4,4 %      | 1        | 1        |
| Lokallisten 2017                   | Varde             | 8,7 %          | +8,7 %      | 2        | 2        |
| VestHimmerlandsListen              | Vesthimmerland    | 5,6 %          | +5,6 %      | 1        | 1        |
| Ærø Plus                           | Ærø               | 10,4 %         | -4,0 %      | 1        | 0        |
| Ærøs Fremtid                       | Ærø               | 10,2 %         | -2,5 %      | 1        | 0        |
| Total                              | Total             | Total          | Total       | 78       | 21       |

#### Borgmestre efter valget
| Borgmestre efter valget (oplysninger bygger til dels på de indgåede konstitueringsaftaler) |                             |       |           |
| Parti                                                                                      | Parti                       | Antal | Ændringer |
|                                                                                            | Socialdemokratiet           | 471   | 14        |
|                                                                                            | Venstre                     | 37    | 11        |
|                                                                                            | Det Konservative Folkeparti | 8     | 5         |
|                                                                                            | Dansk Folkeparti            | 1     | 1         |
|                                                                                            | Socialistisk Folkeparti     | 1     | Uændret   |
|                                                                                            | Det Radikale Venstre        | 1     | Uændret   |
|                                                                                            | Alternativet                | 1     | 1         |
|                                                                                            | Guldborgsundlisten          | 1     | Uændret   |
|                                                                                            | Nyt Gribskov                | 1     | 1         |
|                                                                                            | Liberal Alliance            | 02    | Uændret   |
|                                                                                            | Nyt Stevns                  | 0     | 1         |
|                                                                                            | Læsø Listen                 | 0     | 1         |

1) Ifølge konstitueringsaftalen fik partiet borgmesterposten i Slagelse for to år (2018 og 2019). I meddelelse fra juni 2019 fremgik det, at partiet forsætter med at besætte borgmesterposten indtil udgangen af 2021.

2) Ifølge konstitueringsaftalen skulle partiet kunne overtage borgmesterposten i Slagelse for 2 år (2020 og 2021), såfremt partiet stadig ønskede det til den tid. I meddelelse fra juni 2019 fraskrev partiets repræsentant sig muligheden for at overtage borgmesterposten fra januar 2020.

#### Borgmestre før og efter valget
De nye borgmestre tiltrådte d. 1. januar 2018.
Fristen for kommunerne til afholdelse af det konstituerende kommunalbestyrelsesmøde for de nyvalgte kommunalbestyrelser var fredag d. 15. december 2017.
| Borgmestre før og efter valget |                           |                     |                        |                             |
| Kommune                        | Afgående borgmester       | Afgående borgmester | Tiltrædende borgmester | Tiltrædende borgmester      |
| Albertslund Kommune            | Steen Christiansen        |                     |                        | Steen Christiansen          |
| Allerød Kommune                | Jørgen Johansen           |                     |                        | Karsten Längerich           |
| Assens Kommune                 | Søren Steen Andersen      |                     |                        | Søren Steen Andersen        |
| Ballerup Kommune               | Jesper Würtzen            |                     |                        | Jesper Würtzen              |
| Billund Kommune                | Ib Kristensen             |                     |                        | Ib Kristensen               |
| Bornholms Regionskommune       | Winni Grosbøll            |                     |                        | Winni Grosbøll              |
| Brøndby Kommune                | Kent Max Magelund         |                     |                        | Kent Max Magelund           |
| Brønderslev Kommune            | Mikael Klitgaard          |                     |                        | Mikael Klitgaard            |
| Dragør Kommune                 | Eik Dahl Bidstrup         |                     |                        | Eik Dahl Bidstrup           |
| Egedal Kommune                 | Karsten Søndergaard       |                     |                        | Karsten Søndergaard         |
| Esbjerg Kommune                | Johnny Søtrup             |                     |                        | Jesper Frost Rasmussen      |
| Fanø Kommune                   | Erik Nørreby              |                     |                        | Sofie Valbjørn              |
| Favrskov Kommune               | Nils Borring              |                     |                        | Nils Borring                |
| Faxe Kommune                   | Knud Erik Hansen          |                     |                        | Ole Vive                    |
| Fredensborg Kommune            | Thomas Lykke Pedersen     |                     |                        | Thomas Lykke Pedersen       |
| Fredericia Kommune             | Jacob Bjerregaard         |                     |                        | Jacob Bjerregaard           |
| Frederiksberg Kommune          | Jørgen Glenthøj           |                     |                        | Jørgen Glenthøj             |
| Frederikshavn Kommune          | Birgit Stenbak Hansen     |                     |                        | Birgit Stenbak Hansen       |
| Frederikssund Kommune          | John Schmidt Andersen     |                     |                        | John Schmidt Andersen       |
| Furesø Kommune                 | Ole Bondo Christensen     |                     |                        | Ole Bondo Christensen       |
| Faaborg-Midtfyn Kommune        | Christian Thygesen        |                     |                        | Hans Stavnsager             |
| Gentofte Kommune               | Hans Toft                 |                     |                        | Hans Toft                   |
| Gladsaxe Kommune               | Trine Græse               |                     |                        | Trine Græse                 |
| Glostrup Kommune               | John Engelhardt           |                     |                        | John Engelhardt             |
| Greve Kommune                  | Pernille Beckmann         |                     |                        | Pernille Beckmann           |
| Gribskov Kommune               | Kim Valentin              |                     |                        | Anders Gerner Frost         |
| Guldborgsund Kommune           | John Brædder              |                     |                        | John Brædder                |
| Haderslev Kommune              | Hans Peter Geil           |                     |                        | Hans Peter Geil             |
| Halsnæs Kommune                | Steen Hasselriis          |                     |                        | Steffen Jensen              |
| Hedensted Kommune              | Kirsten Terkilsen         |                     |                        | Kasper Glyngø               |
| Helsingør Kommune              | Benedikte Kiær            |                     |                        | Benedikte Kiær              |
| Herlev Kommune                 | Thomas Gyldal Petersen    |                     |                        | Thomas Gyldal Petersen      |
| Herning Kommune                | Lars Krarup               |                     |                        | Lars Krarup                 |
| Hillerød Kommune               | Dorte Meldgaard           |                     |                        | Kirsten Jensen              |
| Hjørring Kommune               | Arne Boelt                |                     |                        | Arne Boelt                  |
| Holbæk Kommune                 | Søren Kjærsgaard          |                     |                        | Christina Krzyrosiak Hansen |
| Holstebro Kommune              | H.C. Østerby              |                     |                        | H.C. Østerby                |
| Horsens Kommune                | Peter Sørensen            |                     |                        | Peter Sørensen              |
| Hvidovre Kommune               | Helle Moesgaard Adelborg  |                     |                        | Helle Moesgaard Adelborg    |
| Høje-Taastrup Kommune          | Michael Ziegler           |                     |                        | Michael Ziegler             |
| Hørsholm Kommune               | Morten Slotved            |                     |                        | Morten Slotved              |
| Ikast-Brande Kommune           | Carsten Kissmeyer         |                     |                        | Ib Boye Lauritsen           |
| Ishøj Kommune                  | Ole Bjørstorp             |                     |                        | Ole Bjørstorp               |
| Jammerbugt Kommune             | Mogens Gade               |                     |                        | Mogens Gade                 |
| Kalundborg Kommune             | Martin Damm               |                     |                        | Martin Damm                 |
| Kerteminde Kommune             | Hans Luunbjerg            |                     |                        | Kasper Olesen               |
| Kolding Kommune                | Jørn Pedersen             |                     |                        | Jørn Pedersen               |
| Københavns Kommune             | Frank Jensen              |                     |                        | Frank Jensen                |
| Køge Kommune                   | Flemming Christensen      |                     |                        | Marie Stærke                |
| Langeland Kommune              | Bjarne Nielsen            |                     |                        | Tonni Hansen                |
| Lejre Kommune                  | Carsten Rasmussen         |                     |                        | Carsten Rasmussen           |
| Lemvig Kommune                 | Erik Flyvholm             |                     |                        | Erik Flyvholm               |
| Lolland Kommune                | Holger Schou Rasmussen    |                     |                        | Holger Schou Rasmussen      |
| Lyngby-Taarbæk Kommune         | Sofia Osmani              |                     |                        | Sofia Osmani                |
| Læsø Kommune                   | Tobias Birch Johansen     |                     |                        | Karsten Nielsen             |
| Mariagerfjord Kommune          | Mogens Jespersen          |                     |                        | Mogens Jespersen            |
| Middelfart Kommune             | Johannes Lundsfryd Jensen |                     |                        | Johannes Lundsfryd Jensen   |
| Morsø Kommune                  | Hans Ejner Bertelsen      |                     |                        | Hans Ejner Bertelsen        |
| Norddjurs Kommune              | Jan Petersen              |                     |                        | Jan Petersen                |
| Nordfyns Kommune               | Morten Andersen           |                     |                        | Morten Andersen             |
| Nyborg Kommune                 | Kenneth Muhs              |                     |                        | Kenneth Muhs                |
| Næstved Kommune                | Carsten Rasmussen         |                     |                        | Carsten Rasmussen           |
| Odder Kommune                  | Uffe Jensen               |                     |                        | Uffe Jensen                 |
| Odense Kommune                 | Peter Rahbæk Juel         |                     |                        | Peter Rahbæk Juel           |
| Odsherred Kommune              | Thomas Adelskov           |                     |                        | Thomas Adelskov             |
| Randers Kommune                | Claus Omann Jensen        |                     |                        | Torben Hansen               |
| Rebild Kommune                 | Leon Sebbelin             |                     |                        | Leon Sebbelin               |
| Ringkøbing-Skjern Kommune      | Iver Enevoldsen           |                     |                        | Hans Østergaard             |
| Ringsted Kommune               | Henrik Hvidesten          |                     |                        | Henrik Hvidesten            |
| Roskilde Kommune               | Joy Mogensen              |                     |                        | Joy Mogensen                |
| Rudersdal Kommune              | Jens Ive                  |                     |                        | Jens Ive                    |
| Rødovre Kommune                | Erik Nielsen              |                     |                        | Erik Nielsen                |
| Samsø Kommune                  | Marcel Meijer             |                     |                        | Marcel Meijer               |
| Silkeborg Kommune              | Steen Vindum              |                     |                        | Steen Vindum                |
| Skanderborg Kommune            | Jørgen Gaarde             |                     |                        | Jørgen Gaarde               |
| Skive Kommune                  | Peder Chr. Kirkegaard     |                     |                        | Peder Chr. Kirkegaard       |
| Slagelse Kommune               | Sten Knuth                |                     |                        | John Dyrby Paulsen          |
| Solrød Kommune                 | Niels Emil Hörup          |                     |                        | Niels Emil Hörup            |
| Sorø Kommune                   | Gert Jørgensen            |                     |                        | Gert Jørgensen              |
| Stevns Kommune                 | Mogens Haugaard Nielsen   |                     |                        | Anette Mortensen            |
| Struer Kommune                 | Mads Jakobsen             |                     |                        | Niels Viggo Lynghøj         |
| Svendborg Kommune              | Lars Erik Hornemann       |                     |                        | Bo Hansen                   |
| Syddjurs Kommune               | Claus Wistoft             |                     |                        | Ole Bollesen                |
| Sønderborg Kommune             | Erik Lauritzen            |                     |                        | Erik Lauritzen              |
| Thisted Kommune                | Lene Kjelgaard Jensen     |                     |                        | Ulla Vestergaard            |
| Tønder Kommune                 | Henrik Frandsen           |                     |                        | Henrik Frandsen             |
| Tårnby Kommune                 | Henrik Zimino             |                     |                        | Allan Andersen              |
| Vallensbæk Kommune             | Henrik Rasmussen          |                     |                        | Henrik Rasmussen            |
| Varde Kommune                  | Erik Buhl                 |                     |                        | Erik Buhl                   |
| Vejen Kommune                  | Egon Fræhr                |                     |                        | Egon Fræhr                  |
| Vejle Kommune                  | Jens Ejner Christensen    |                     |                        | Jens Ejner Christensen      |
| Vesthimmerland Kommune         | Knud Vældgaard Kristensen |                     |                        | Per Bach Laursen            |
| Viborg Kommune                 | Torsten Nielsen           |                     |                        | Ulrik Wilbek                |
| Vordingborg Kommune            | Michael Seiding Larsen    |                     |                        | Mikael Smed                 |
| Ærø Kommune                    | Jørgen Otto Jørgensen     |                     |                        | Ole Wej Petersen            |
| Aabenraa Kommune               | Thomas Andresen           |                     |                        | Thomas Andresen             |
| Aalborg Kommune                | Thomas Kastrup-Larsen     |                     |                        | Thomas Kastrup-Larsen       |
| Aarhus Kommune                 | Jacob Bundsgaard          |                     |                        | Jacob Bundsgaard            |

#### Nogle personlige stemmetal

##### Topscorere
De fem kandidater med det højeste personlige stemmetal var ved dette valg alle fra Socialdemokratiet. Antallet af stemmer på valgets topscorere afspejler, at de fleste af dem kommer fra landets befolkningsmæssigt største kommuner, og således indtager de socialdemokratiske spidskandidater fra landets 4 største kommuner tillige de fire første pladser over valgets stemmemæssige topscorere:
| Navn                  | Parti             | Kommune   | Antal personlige stemmer | Procent af afgivne gyldige stemmer i kommunen |
| --------------------- | ----------------- | --------- | ------------------------ | --------------------------------------------- |
| Jacob Bundsgaard      | Socialdemokratiet | Aarhus    | 39.841                   | ca. 21,0 %                                    |
| Frank Jensen          | Socialdemokratiet | København | 30.637                   | ca. 10,2 %                                    |
| Thomas Kastrup-Larsen | Socialdemokratiet | Aalborg   | 29.498                   | ca. 25,7 %                                    |
| Peter Rahbæk Juel     | Socialdemokratiet | Odense    | 28.425                   | ca. 25,5 %                                    |
| Joy Mogensen          | Socialdemokratiet | Roskilde  | 14.961                   | ca. 30,1 %                                    |

##### Højeste stemmeandel
Den højeste stemmeandel af de afgivne stemmer i en kommune til én enkelt kandidat finder man blandt disse fem valgte kandidater:
| Navn                   | Parti                       | Kommune               | Antal personlige stemmer | Procent af afgivne gyldige stemmer i kommunen |
| ---------------------- | --------------------------- | --------------------- | ------------------------ | --------------------------------------------- |
| Birgit S. Hansen       | Socialdemokratiet           | Frederikshavn Kommune | 14.843                   | 42,8 %                                        |
| Hans Toft              | Det Konservative Folkeparti | Gentofte Kommune      | 14.926                   | 36,9 %                                        |
| Michael Ziegler        | Det Konservative Folkeparti | Høje-Taastrup Kommune | 9.111                    | 36,2 %                                        |
| Jacob Bjerregaard      | Socialdemokratiet           | Fredericia Kommune    | 9.574                    | 34,1 %                                        |
| Thomas Gyldal Petersen | Socialdemokratiet           | Herlev Kommune        | 4.791                    | 32,2 %                                        |